# Тюфякин, Пётр Иванович
Князь Пётр Иванович Тюфякин (1769—1845) — театрал и денди, главный директор Императорских театров (1819-1821), гофмейстер, действительный камергер, последний из князей Тюфякиных. После 1821 года нигде не служил и «сибаритствовал» в Париже.

## Биография
Сын князя Ивана Петровича Тюфякина (1740—19.07.1819), курировавшего в Москве строительство Екатерининского дворца, от брака с княжной Марией Александровной Долгорукой (1749—1804), племянницей московского генерал-губернатора В. М. Долгорукова-Крымского. По приказанию императрицы молодой Иван Тюфякин путешествовал (под именем господина Баева) по западу Европы «с целью совершенствования в архитектуре и разведении садов».

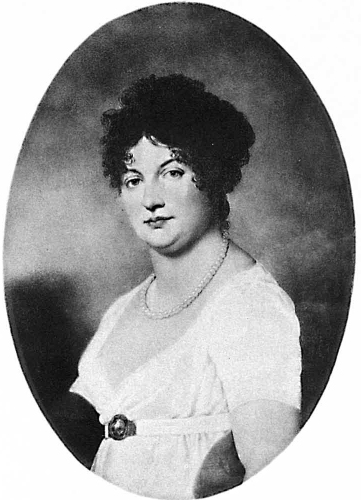
М. А. Тюфякина, мать

Ободрённый рождением сына, призванного продолжить древний род Тюфякиных, отец начал строительство в верховьях Оки соимённой ему усадьбы Петровское . В день коронации Александра I старый князь Тюфякин был пожалован в действительные тайные советники. Его последние годы были омрачены душевным расстройством супруги, которая покоится в Даниловом монастыре.
Пётр Тюфякин начал службу в Семёновском полку, воспитывался вместе с великим князем Александром Павловичем и князем А. Н. Голицыным. Упрочил своё положение при дворе женитьбой на племяннице фаворита Платона Зубова. C 1 января 1793 года из подпоручиков пожалован на вакансию в гвардии поручики, в том же - 1793 году, был назначен камер-юнкером двора великого князя Александра Павловича и спустя пять лет пожалован в камергеры. Император Павел I, не жаловавший Зубовых, 6 апреля 1799 года пожаловал Тюфякина в родовые командоры ордена Святого Иоанна Иерусалимского, а 30 апреля уволил его из камергеров и выслал из столицы в Москву.
Воцарение Александра Павловича, по-видимому, не отразилось на судьбе Тюфякина в такой мере, как он того желал, и, по словам Вигеля, «видя себя обманутым в надежде сделаться любимцем царя, он с досады поселился в Париже», где старался не пропускать ни одной премьеры, снискав репутацию знатока театров. Завязал роман с певицей Луизой Мюллер, которая в 1805 году пела партию Марцеллины в первой постановке оперы «Фиделио». Весьма лестно отзывалась о Тюфякине встречавшая его в Вене мадам де Сталь.
После разрыва Наполеона с Александром вынужден был покинуть Париж и вернуться на родину, где 8 апреля 1812 года в звании действительного камергера принят в службу с назначением вице-директором над театральными зрелищами и музыкой в обоих столицах и присутствующим в Конторе театральной дирекции. На протяжении семи лет ведал хозяйственной частью театрального ведомства. Показал себя деловитым и энергичным администратором — расширил свою компетенцию, поправил финансовое положение государственных театров, которые вместо дефицита стали приносить доход.
А. Л. Нарышкин, заведовавший всеми театральными зрелищами, в конце 1814 года отбыл вместе с императрицей в Европу, оставив своим заместителем Тюфякина. Особенно упрочилось положение последнего после выхода в отставку его недруга князя А. А. Шаховского. Кипучая деятельность его была оценена государем: Тюфякин был пожалован в гофмейстеры (22 июля 1816), 25 апреля 1817 года удостоен высочайшей благодарности при рескрипте о его распорядительности и заслугах в доходности государственных театров, 14 февраля 1818 года удостоен высочайшей благодарности при рескрипте о его назначении распорядителем (управляющим) «в полной мере Хозяйственной частью Дирекции», 30 августа 1814 года пожалован орденом Святой Анны 1 степени и 6 апреля 1819 года орденом св. Владимира 2 степени.

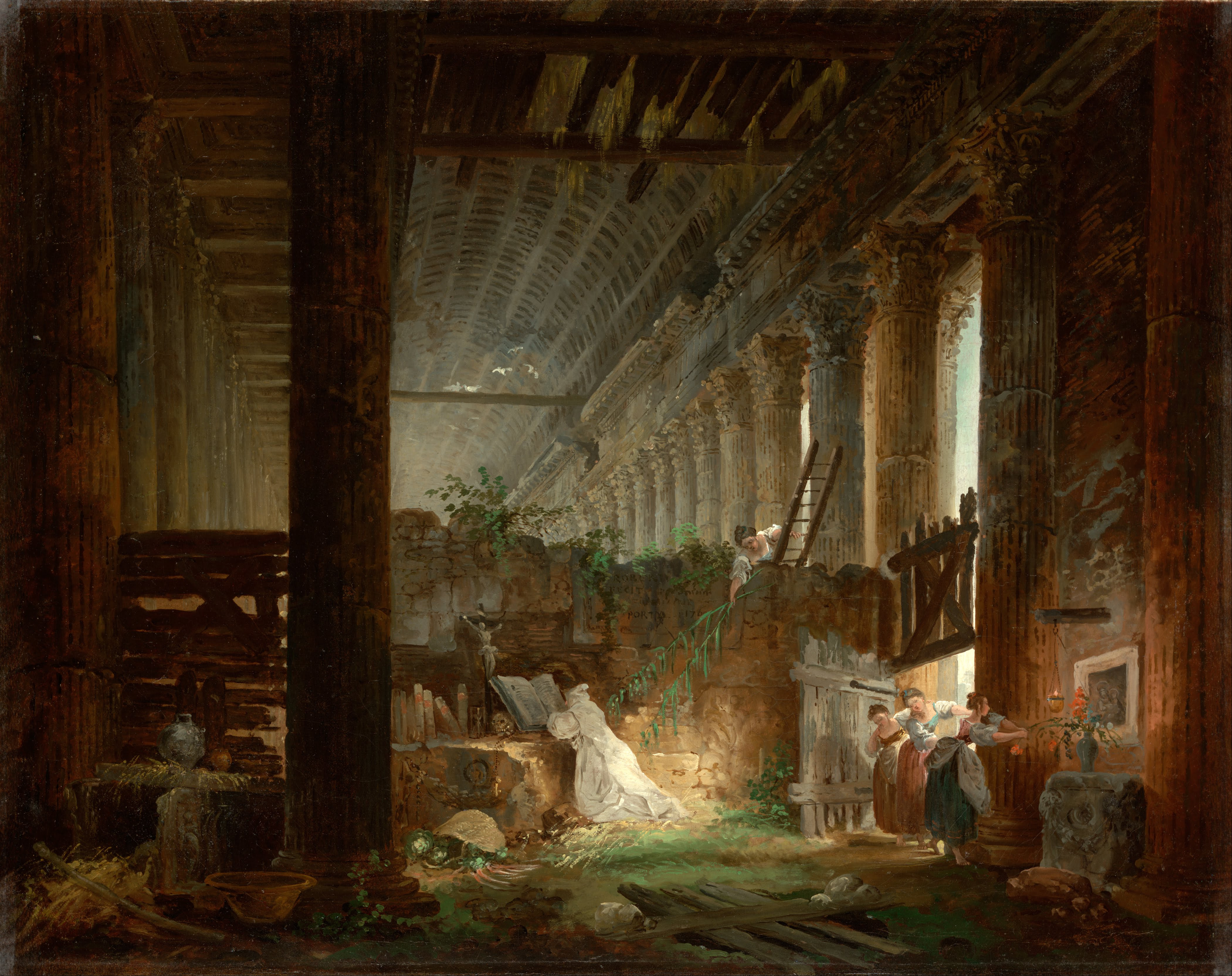
Картина из апартаментов князя Тюфякина (ныне музей Гетти, Малибу)

С 6 апреля 1819 года Тюфякин сменил Нарышкина в качестве главного директора Императорских театров. Приглашением в Россию именитых западноевропейских актёров ему удалось привлечь в театры самую космополитичную публику. Что касается русских актёров, то «обращение князя Тюфякина с артистами доходило иногда до безобразного самоуправства и цинизма», говорит о нём П. Каратыгин, подметивший у князя «монгольские замашки». По сведениям Вигеля, начальник театров «вечером никогда не бывал в трезвом виде… скучен, несносен, своенравен и знал одни только чувственные наслаждения».

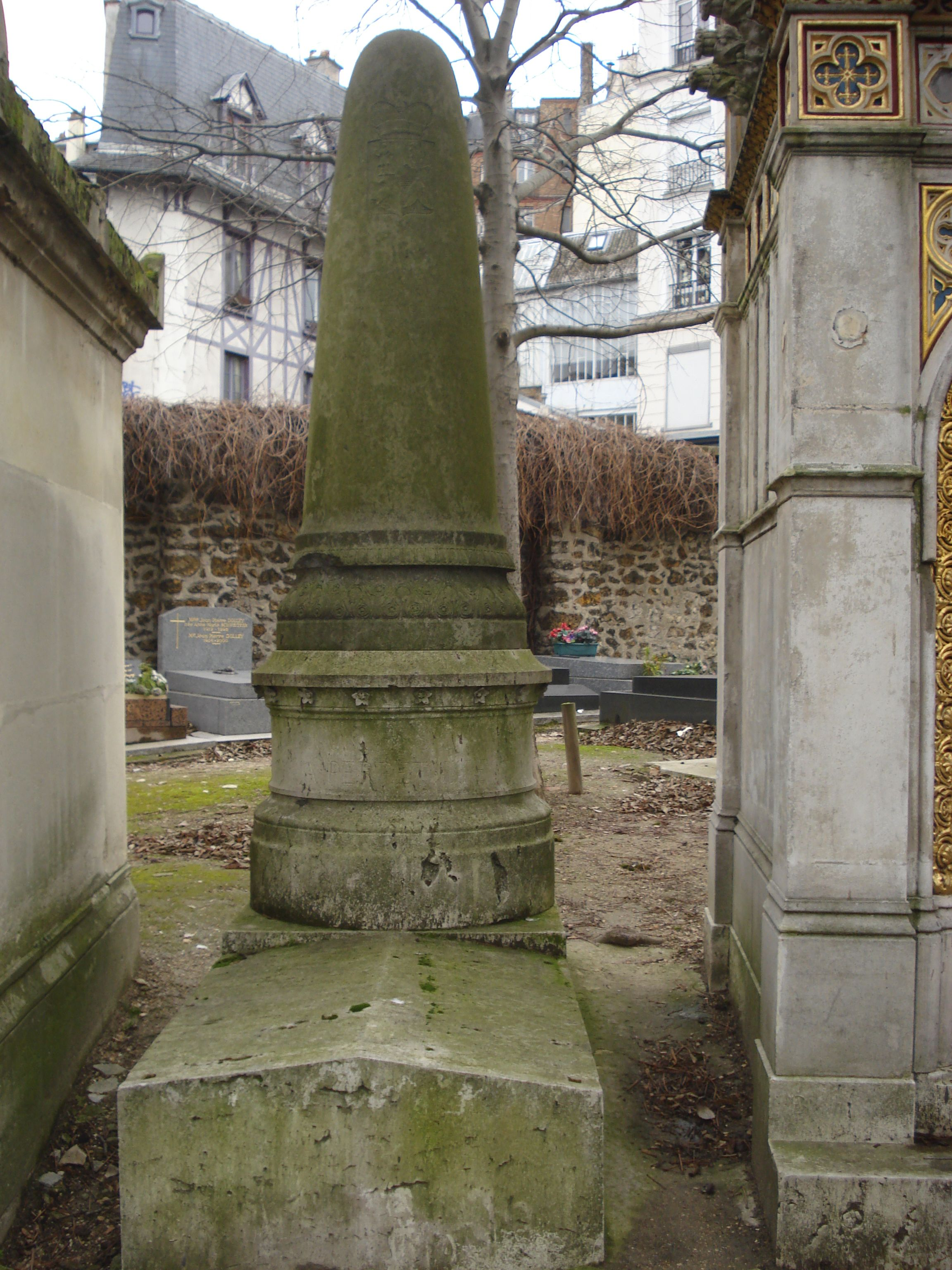
Могила П. И. Тюфякина

«Апогей всех трупп» длился недолго. В июне 1821 года Тюфякин, мечтавший иметь в Петербурге постоянную труппу французских актёров, которые бы играли на языке своей родины, отправился для её подбора в Париж. Временно замещавший его Майков и князь Шаховской смогли представить императору состояние русских театров в самом мрачном виде. Интрига имела успех: 24 декабря 1821 года Майкова назначили директором Императорских театров, а Тюфякина отставили от должности, после чего в Россию он больше уже не возвращался, продолжая числится на службе по Придворному ведомству до 1841 года.
Обладатель большого состояния, этот «русский Лукулл» снял апартаменты напротив парижской оперы, украсив их дорогими картинами и редкими книгами. Когда в разгар Июльской революции русским приказано было выехать из Парижа, Поццо ди Борго исходатайствовал у императора Николая I позволение Тюфякину оставаться на месте, под видом болезни. Император, однако, потребовал от бездетного князя распределить свои русские имения между родственниками (в основном Долгоруковыми), оставив за собой лишь ренту.
С 4 апреля 1841 года Тюфякин был уволен от должности гофмейстера Двора Его Величества и «вовсе от службы».
Умер в Париже 20 февраля (4 марта) 1845 года и был похоронен на кладбище Монмартр.
Приятель Браммела, Томас Рэйкс, занёс в свой дневник:
В Париже умер князь Тюфякин, денди 74 лет. На протяжении более чем 20 лет он вёл здесь фривольное существование — великий поклонник лореток, которые обманывали его и смеялись над ним. Характеризуют эту жизнь его последние слова: «Что дают этим вечером в Опере?»
В Париже, между прочим, его видел князь П. А. Вяземский, отозвавшийся о нём как о любезном человеке, «парижский дом которого был очень гостеприимен для туземцев и для заезжих земляков». А. И. Тургенев, попавший в январе 1828 году на бал к Тюфякину, писал к брату:
Вчера был на бале у князя Тюфякина, который собрал всех красавиц и fashionables Парижа, всю знать и проч… Он живет на бульваре, против театра; убрал картинами, книгами и коврами дом свой… словом, сибаритствует и даёт изредка балы, над коими парижане иногда смеются, но куда все попасть желают и подличают ему из-за приглашения. Он угощает роскошно, но чаем и конфетами, а не по-русски. Я видел тут и двор и город: многих, о коих знал только по слуху; были и фельдмаршалы Наполеона, и капитаны гвардии короля.

## Личная жизнь

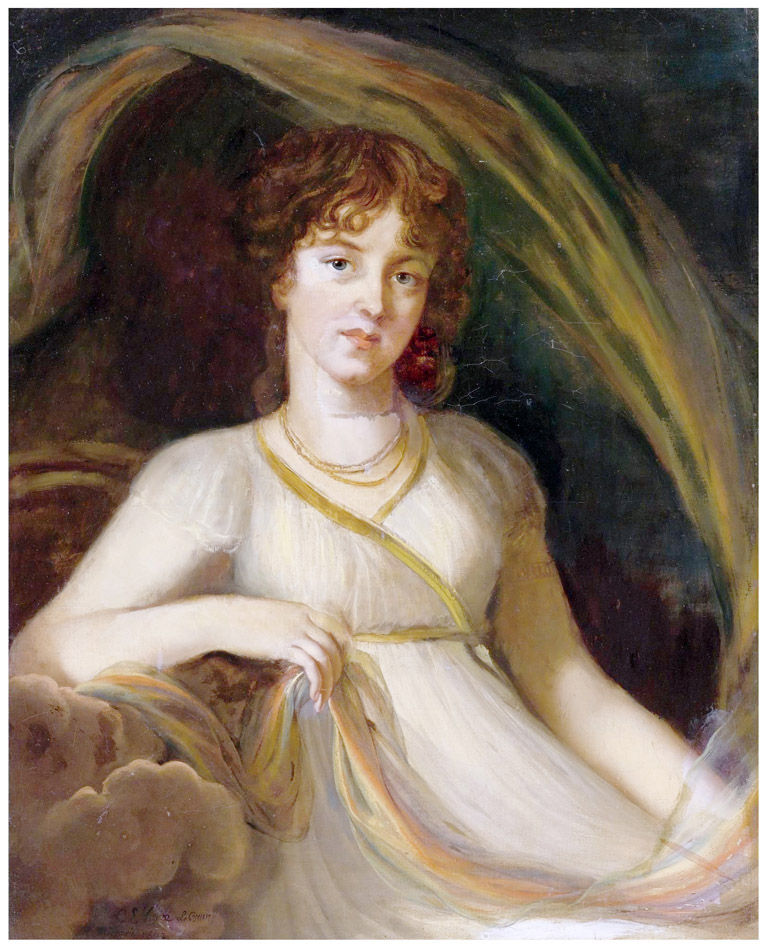
Екатерина Тюфякина в образе Ириды на портрете Виже-Лебрён

Жена (с 1801 года) —  Екатерина Осиповна Хорват (10.02.1777—09.03.1802), фрейлина двора, дочь генерал-лейтенанта О. И. Хорвата. После смерти матери воспитывалась в доме бабушки графини Е. В. Зубовой, которая была против её брака с Тюфякиным. Проявляя настойчивость, Екатерина Осиповна писала отцу: «Если вы, батюшка, не отдадите за Князя, так вы меня на век сделаете несчастною, или я сама себя погублю. Я у вас одна». Не дожидаясь благословения, она тайно вышла замуж, после чего не получила от отца ничего в приданое. Брак был недолгим. Невзирая на лютый мороз, княгиня носила лёгкие полупрозрачные платья, простудилась и вскоре умерла от чахотки, не оставив мужу наследника. Ф. Ф. Вигель писал, что «многие сделались тогда жертвами несогласия климата с одеждой. Между прочим, прелестная княгиня Тюфякина погибла в цвете лет и красоты». Похоронена в зубовской усыпальнице Приморской пустыни. Художница Виже-Лебрен вспоминала княгиню Тюфякину:
Более всех других внимание мое обратила на себя одна молодая особа, которая в скором времени вышла замуж за князя Тюфякина. Её лицо с тонкими и правильными чертами носило печать глубокой задумчивости. По выходе её замуж я начала её портрет, но в Москве мне удалось сделать лишь головку, и я увезла его в Петербург, чтобы здесь окончить, но тут вскоре узнала о смерти этой прелестной особы. Ей было едва 17 лет; я её изобразила в виде Ириды, с развевающимся вокруг шарфом и сидящею на облаках.
Р. М. Зотов отзывался о князе, как о человеке «обходительного нрава и благороднейших правил; часто очень вспыльчив, но отходчив и снисходителен». Во время своего житья в Париже вдовец Тюфякин имел романы с французскими актрисами. Так, Д. Н. Свербеев всюду видел его в обществе некой мадмуазель Ирма. Эти любовные похождения высмеивались парижскими журналами, давшими пожилому князю Tioufiakine каламбурное прозвище князя Tout-faquin («Супер-болван» от фр. faquin — болван, олух и т.п.), «как он ни жаловался по судам на злоупотребление прессы его именем, ему всегда отказывали в удовлетворении».

## Источник
- Великий князь Николай Михайлович. Русские портреты XVIII и XIX ст. Т. III. Вып. 2. — СПб., 1907 (№ 27).